# Театр эстрады имени А. И. Райкина
«Теа́тр Эстра́ды и́мени Арка́дия Ра́йкина» — российский государственный театр эстрады (государственное бюджетное учреждение культуры), открытый осенью 1939 года в Ленинграде в доме бывшего Демутова трактира как Театр эстрады и миниатюр и действующий по настоящее время в городе Санкт-Петербурге.
«Ленинградский театр эстрады и миниатюр» стал первым в СССР государственным профессиональным театром эстрады.
Полное наименование юридического лица — «Санкт-Петербургское государственное бюджетное учреждение культуры „Театр Эстрады имени Аркадия Райкина“» (сокращённо — СПб ГБУК «Театр Эстрады имени Аркадия Райкина»).
В марте 2002 года Театру Эстрады присвоено имя народного артиста СССР Аркадия Исааковича Райкина, с 1943 года без малого сорок лет занимавшего должность художественного руководителя театра.
Здание театра, построенное в 1796 году, является объектом культурного наследия народов Российской Федерации (регионального значения) и охраняется государством. Театр располагается в доме № 27 по Большой Конюшенной улице. Именно здесь, в номерах гостиницы «Демутов трактир», в 1828 году Александр Сергеевич Пушкин написал свою знаменитую поэму «Полтава». В начале XX века в этом здании размещался знаменитый ресторан «Медведь», завсегдатаями которого были Фёдор Иванович Шаляпин и Вера Фёдоровна Комиссаржевская.

## История
В XIX веке на этой территории находилась гостиница «Демутов трактир», постояльцами которой были Пушкин, Грибоедов, Батюшков, Чаадаев, Тургенев. К началу XX века здание, выходящее на Большую Конюшенную, занимал фешенебельный ресторан «Медведь». В 1930-х годах бывший ресторан переоборудовали под театр.
В 1939 году здесь открывается Ленинградский театр эстрады и миниатюр. Вскоре в труппу нового театра приходит молодой конферансье — Аркадий Райкин. Через три года (в 1942 году) он становится художественным руководителем Ленинградского театра миниатюр. Аркадий Райкин возглавлял Ленинградский театр эстрады и миниатюр почти сорок лет. Что только ни довелось пережить Аркадию Исааковичу и его артистам за это время: выступления на полевых аэродромах, артиллерийских позициях и на палубах боевых кораблей во время Великой Отечественной войны. В 1944 году театр возвращается в Ленинград.
Несмотря на многочисленные проблемы и трудности, Райкин сделал свой театр одним из самых любимых мест отдыха ленинградцев. Он собрал вокруг себя целую плеяду прекрасных артистов. В разное время на эту сцену выходили: Леонид Утесов и Клавдия Шульженко, Мария Миронова и Александр Менакер, Вениамин Нечаев и Павел Рудаков, Эдуард Хиль и Мария Пахоменко.
Во время гастролей в Одессе именно Райкин заметил талантливых актёров молодёжного театра «Парнас-2» и в 1962 году пригласил их работать в свой театр: Михаила Жванецкого, Романа Карцева и Виктора Ильченко.
В 1980-х годах театр миниатюр переехал в Москву и с 1987 года стал называться «Сатирикон». В том же году Аркадий Райкин ушёл из жизни и «Сатирикон» возглавил его сын Константин.
В 1981 году в Ленинградский академический театр драмы им. Пушкина после ГИТИСа был направлен режиссёром-стажёром Геннадий Егоров. С артистами Н. Мамаевой, Е. Акуличевой, В. Паниной, Н. Буровым, Р. Кульдом, Б. Самошиным, В. Петровым он поставил спектакли «Ужасные родители» Ж. Кокто и «Пять романсов в старом доме» В. Арро.
Драматургия Ж. Кокто и В. Арро не вписывалась в репертуарную политику руководства Ленинградского академического театра драмы им. Пушкина, поэтому спектакли игрались на сцене Ленинградского государственного театра эстрады. В 1983 году в Театре эстрады Геннадий Егоров ставит пьесу Г. Мамлина «Колокола». Спектакль был выпущен под названием «Не говори прощай» с артистами В. Паниной, Р. Громадским и записан на Ленинградском телевидении.
В марте 2002 года Театру Эстрады было присвоено имя народного артиста СССР Аркадия Исааковича Райкина, с 1943 года без малого сорок лет занимавшего должность художественного руководителя театра.
В декабре 2008 года художественным руководителем Театра Эстрады назначен заслуженный артист Российской Федерации Юрий Николаевич Гальцев.
В 2010—2011 годах в театре был произведён капитальный ремонт, в результате которого был не только восстановлен исторический облик площадки, но и произведено оснащение по последнему слову техники, позволяющее создавать современные спектакли с самыми сложными постановочными и художественными задачами. Зрительный зал и фойе стали комфортными для публики.

## Современная труппа театра
- Юрий Гальцев, художественный руководитель театра
- Александр Алексин, также проф. музыкант, играет в группе Юрия Гальцева, театральный режиссёр
- Андрей Носков
- Андрей Зибров
- Сергей Сафронов
- Станислав Казаку
- Александр Черкашин
- Александр Леногов
- Карен Галстян, проф. вокалист в разных областях, актёр кино и мюзиклов, один из авторов программы «Концерт для своих», участники шоу «Минута славы»
- Илья Архипов, театр. режиссёр
- Анастасия Кастрица, проф. вокалист, актёр мюзикла Е. Дружинина «Летучий Корабль», фотограф, помогает приюту для животных
- Юрий Михайлик, также актёр кино, проф. клоун, лауреат конкурса А. Райкина «Море Смеха», конкурса юмора «Ялта-2004»
- Игорь Ярошевич, проф. цирковой артист, соавтор номеров Юрия
- Анастасия Кипина
- Арсений Попов, актёр «Вселенная Островского»
- Мария Насырова
- Алёна Савастова
- Алексей Янко
- Роман Виноградов
- Владимир Пискун
- Анастасия Лазо
- Ольга Павлюкова
- Анна Дворяненко
- и др.

Большинство актёров работают также в кино и в педагогике.

## Репертуар
- «Концерт для своих!» — бенефис Юрия Гальцева с участием его коллег по сцене: Юрия Михайлика и Игоря Ярошевича (дуэт «Гарик и Юрик»), музыканта Ильи Зубова, актёров Театра эстрады.
- «Дом» — драматическая комедия по одноимённой пьесе Евгения Гришковца и Анны Матисон. Режиссёр — Олег Куликов. Первая драматическая роль Юрия Гальцева на театральной сцене. Кроме него в постановке заняты: Андрей Зибров, Татьяна Калашникова/Анна Титова, Мария Насырова, Алена Кухоткина и другие.
- «Искусство жениться» — музыкальная комедия по мотивам пьесы Оскара Уайльда «Как важно быть серьёзным». Автор постановки — Владимир Глазков, музыка — Владимир Баскин, либретто — Евгений Муравьёв.
- «Играем Фигаро!» — музыкальная комедия по мотивам пьесы Бомарше «Севильский цирюльник». Режиссёр — Владимир Глазков. В постановке заняты: Юрий Гальцев, Владимир Глазков и молодые артисты Театра эстрады.
- Спектакль «Комедия на колёсах, или Велодрама» — театральная программа с элементами клоунады, цирка, бурлеска и варьете. В главной роли — известный клоун-мим Валерий Кефт.
- «Феномены» — спектакль Александра Синотова по одноимённой пьесе Григория Горина. В ролях: Андрей Федорцов, Андрей Носков, Алексей Васильев, Оксана Базилевич.
- «Мнимый больной» — комедия Мольера в постановке Нины Чусовой. Центральный дуэт актёрского ансамбля: актёра и шоумена Вячеслава Манучарова и Юрия Гальцева, создавшего на сцене сразу три разных образа.
- «Божественная комедия» (по одноимённой пьесе Исидора Штока) — вторая работа Нины Чусовой на сцене Театра эстрады. В главной роли — Юрий Гальцев.
- «Шоу для настоящих леди!» — музыкальная комедия по голливудскому фильму 1959 года «В джазе только девушки». Постановка Владимира Глазкова.
- «Здрасьте, я Ваша тетя!» — история безработного авантюриста Бабса Баберлея в постановке и исполнении актёра и режиссёра Андрея Носкова.
- «Шуры-Муры» — спектакль на основе рассказов Василия Шукшина. Постановка Юрия Гальцева и Владимира Глазкова.
- «Мама-Кот» — семейный мюзикл на основе сказочной повести чилийского писателя Луиса Сепульведа. Драматург — Александр Шаврин, музыка Максима Леонидова. Режиссёр — Андрей Носков.
- «Кабаре „Медведь“» — эстрадная программа, состоящая из множества разнообразных номеров. Постановка Юрия Гальцева и Владимира Глазкова.
- «Каштанка» — спектакль для маленьких зрителей по рассказу Антона Чехова. Режиссёр Юрий Катаев.
- «Золушка» — современная версия сказки «Золушка» для маленьких зрителей от режиссёра Юрия Катаева.
- «Когда мы были молодыми…» — спектакль Юрия Гальцева, основанный на советских песнях военного и довоенного времени, посвящённый поколению победителей в Великой Отечественной войне. В спектакле заняты молодые актёры Театра эстрады.
- «Рикки-Тикки-Тави» — мюзикл по мотивам одноимённого рассказа Редьярда Киплинга. Режиссёр — Илья Архипов.
- «Волшебное кольцо» — музыкальный спектакль по произведениям архангельского писателя Бориса Шергина. Режиссёр — Илья Архипов.
- «Бармалей» — мюзикл по мотивам произведений Корнея Чуковского. Режиссёр — Илья Архипов.
- и др.